# Wareware Island
Wareware Island ist eine Insel an der Ostküste der Region Northland im Norden der Nordinsel von Neuseeland.

## Geographie
Wareware Island gehört mit zu den kleinsten Inseln der Inselgruppe Marotere Islands, die zusammen mit der südlich befindlichen Insel Taranga Island zur Inselgruppe der Hen and Chickens Islands gehört. Die Insel befindet sich rund 9,7 km ostsüdöstlich von Bream Head, der rund 24 km südöstlich von Whangārei an der Ostküste der Region Northland zu finden ist. Die Insel verfügt über eine Fläche von 2,8 Hektar und dehnt sich über eine Länge von rund 330 m in Westnordwest-Ostsüdost-Richtung aus. An der breitesten Stelle misst die Insel rund 135 m in Nordnordost-Südsüdwest-Richtung. Wareware Island besitzt eine maximale Höhe von 50 m.
Als einzige in unmittelbarer Nachbarschaft von Wareware Island ist die in einem Abstand von nur wenigen Metern in südöstlicher Richtung befindliche Insel Muriwhenua Island anzusehen. Direkt dahinter, ebenfalls in südöstlicher Richtung, befindet sich in einem Abstand von rund 255 m Pupuha Island. 1050 m südlich liegt Mauitaha Island (West Chicken Island) und zur größten Insel der Gruppe Lady Alice Island, die östlich von Wareware Island zu finden ist, sind rund 1,84 km zu überbrücken.

## Geologie
Die Insel stellt zusammen mit ihren Nachbarinseln den nördlichen Überrest eines Schichtvulkans aus dem Miozän dar, zu dem ebenfalls Bream Head sowie Taranga Island und die kleine Insel Sail Rock gehören. Die Form der Insel wurde vermutlich vor der letzten Eiszeit durch subaerische Erosion gebildet.